# Abundância natural
Em química, abundância natural é a quantidade de qualquer partícula (átomo, isótopo, íon ou molécula) presente na natureza, expresso em porcentagem. Como exemplo, uma partícula com abundância natural de 5% significa que na natureza existem cinco partes de cem desta partícula.
A abundância natural é muito utilizada em isotopia para expressar a percentagem de cada isótopo existente na natureza.
Por exemplo: na natureza existem dois isótopos  do nitrogênio:  N14 e  N15. Estes isótopos naturais são encontrados, respectivamente, na quantidade de  99,634% e  0,366%. O N13 é sintético.

## Desvios da abundância natural
Sabe-se agora, a partir do estudo do sol e dos meteoritos primitivos, que o sistema solar era inicialmente quase homogêneo na composição isotópica. Desvios da média galáctica (em evolução), localmente amostrados na época em que a queima nuclear do sol começou, geralmente podem ser explicados pelo fracionamento em massa (veja o artigo sobre fracionamento independente de massa) mais um número limitado de decaimento nuclear e processos de transmutação.